# USS Isherwood (DD-520)
«Ішервуд», (англ. USS Isherwood (DD-520)) - есмінець типу «Флетчер», був другим кораблем ВМС Сполучених Штатів, названим на честь контр-адмірала Бенджаміна Ф. Ішервуда (1822 – 1915), який займався інженерною роботою у ранній період запровадження на флоті парових машин, отримав ранг контрадмірала, у зв'язку з перебуванням на посаді головного інженера ВМС США під час Громадянської війни. 

## Історія служби

### Висадка на Філіппіни
«Ішервуд» відплив до Перл-Харбора 26 серпня 1944 року, щоб взяти участь у довгоочікуваному вторгненні на Філіппіни, запланованому на жовтень. Він прибув до острова Манус 4 жовтня, а 20 жовтня увійшов в затоку Лейте разом зі штурмовими силами, виконуючи супровід і патрулювання протягом перших днів операції. Він також забезпечувала вогневу підтримку та вогонь освітлювальними снарядами вночі. «Ішервуд» залишався в районі штурму під час гігантської битви за затоку Лейте, у якій японський надводний флот був майже знищений. Протягом листопада корабель супроводжував конвої з передових баз до Філіппін для підтримки нарощування там сил.

### Битва за Окінаву
«Ішервуд» відплив для Окінавської операції 21 березня 1945 року; і, після її прибуття через 5 днів, взяв участь у висадці на Керама Ретто, підготовчій операції до основного штурму Окінави. Війська головної оперативної групи вийшли на берег 1 квітня під час найбільшої десантної операції в тихоокеанській війні, а через 2 дні «Ішервуд» перемістився на позицію біля пляжів для виконання завдань вогневої підтримки. Це тривало до 16 квітня, коли корабель був відправлений на допомогу постраждалим есмінцям «Прінгл» і «Лаффі» біля острова Ієшіма. Того дня есмінець взяв на себе обов’язки «Лаффі» як корабель радіолокаційного дозору, заданням якого було спрямовувати винищувачі на перехоплення ворожих бомбардувальників.
Через це він став об'єктом численних потужних авіаатак з боку японської авіації, оскільки японці намагалися відігнати флот вторгнення атаками камікадзе.  22 квітня один з таких літаків у сутінках атакував есмінець і врізався у гарматну башту № 3. Через це виникло багато пожеж, які швидко загасили крім однієї поблизу кормового погребу для глибинних бомб. Після 25 хвилин небезпечної боротьби з пожежею заряди вибухнули, спричинивши значне пошкодження заднього машинного відділення. Корабель повернувся на базу, втративши вбитими, пораненими та зниклими без вісти 80 членів екіпажу.

### Після війни
У 1958 році есмінець відплив з Тайваню під час напруженої Другої кризи у Тайванській протоці, коли присутність американського флоту допомогли запобігти ескалації між націоналістичним і комуністичним Китаєм. Корабель повернувся до свого порту приписки Сан-Дієго 7 грудня 1958 року та провів перші 6 місяців 1959 року на маневрах і навчаннях після переобладнання на верфі ВМС Маре-Айленд (Вальєхо). Потім «Ішервуд» вирушила у свій п'ятий круїз 7-го флоту 1 серпня 1959 року. Протягом наступних місяців вона працювала з авіаносцем Lexington (CV-16) у Південно-Китайському морі. Присутність з'єднання допомагала зусиллям Організації Об’єднаних Націй у пошуку рішення задля припинення бойових дії в Лаосі. Після додаткових польотів і навчань флоту корабель відплив до Сан-Дієго 29 листопада 1959 року.

## Служба в ВМС Перу
«Ішервуд» передали у користування Перу 8 жовтня 1961 року. Там перейменували корабель на BAP Almirante Guise (DD-72). У 1981 році його розібрали та здали на металобрухт.